# Dédabisztra
Dédabisztra (románul: Bistra Mureșului) falu Romániában, Maros megyében.

## Fekvése
Marosvásárhelytől 59 km-re, északkeletre található, a Maros folyó jobb partján, az E578-as európai úton. A Kelemen-havasok lábánál, a Felső-Maros-áttörés nyugati végén helyezkedik el, kb. 10 km-re az Isten széke nevű csúcstól.

## Története
Dédabisztra nevét 1580-ban említették először az oklevelek, a magyarói Bánffy-uradalom részeként. Később 1913-ban, 1944-ben Dédabisztratelep, 1956-ban pedig Dédabisztra, Bistra Mureşului néven volt említve.

## Népessége
1079 lakosából 992 román, 73 magyar és 13 roma nemzetiségű.